# Référendum constitutionnel vincentais de 2009
Le référendum constitutionnel vincentais de 2009 a lieu le 25 novembre 2009 à Saint-Vincent-et-les-Grenadines. Cette consultation populaire vise à faire approuver ou rejeter par les votants une nouvelle Constitution, laquelle remplacerait le texte en vigueur depuis l'indépendance du pays en 1979. Portée par le gouvernement du Premier ministre Ralph Gonsalves, la Constitution proposée vise notamment à faire passer le pays d'une monarchie constitutionnelle à une république parlementaire. 
La Constitution proposée est rejetée à une large majorité d'un peu plus de 56 % des suffrages exprimés.

## Contexte

### Indépendance du pays

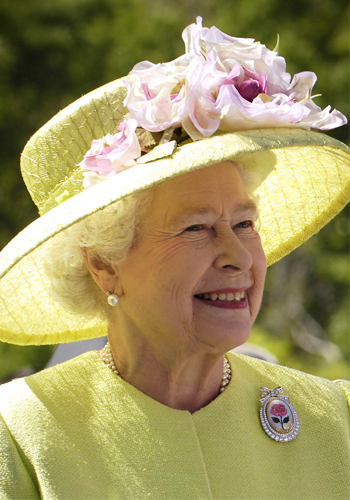
La reine Élisabeth II est reine de Saint-Vincent-et-les-Grenadines (2007).

Depuis son indépendance en 1979, Saint-Vincent-et-les-Grenadines est un royaume du Commonwealth qui reconnaît pour monarque la reine Élisabeth II. Cette dernière est chef de l'État sous le titre distinct de reine de Saint-Vincent-et-les-Grenadines, et non pas comme reine du Royaume-Uni, les deux pays étant des États souverains indépendants l'un de l'autre,. La monarchie vincentaise se trouve en état d'union personnelle avec la monarchie britannique.
Saint-Vincent-et-les-Grenadines est organisé sous la forme d'une monarchie constitutionnelle au sein duquel le Premier ministre détient le pouvoir exécutif, la reine étant quant à elle représentée par un gouverneur général, au rôle essentiellement honorifique. Un Parlement unicaméral, l'Assemblée, est élu au suffrage universel direct, et le chef du parti vainqueur est nommé Premier ministre par le gouverneur général. À l'instar des autres États des Caraïbes ayant obtenu leur indépendance du Royaume-Uni, Saint-Vincent-et-les-Grenadines conserve cependant pour tribunal de dernière instance le Comité judiciaire du Conseil privé (Judicial Committee of the Privy Council, JCPC) britannique.
Obtenue lors de l'indépendance du pays, la Constitution de 1979 est entièrement l’œuvre du pouvoir colonial, ce qui lui vaut alors les critiques de l'opposition incarnée par le Nouveau Parti démocratique (NDP) mené par James Fitz-Allen Mitchell, qui la juge « insatisfaisante et ne fournissant pas les bases de la stabilité au pays ». Au pouvoir de 1984 à 2001, ce dernier ne revient cependant pas sur le texte constitutionnel, qui demeure inchangé.

### Arrivée au pouvoir de Ralph Gonsalves

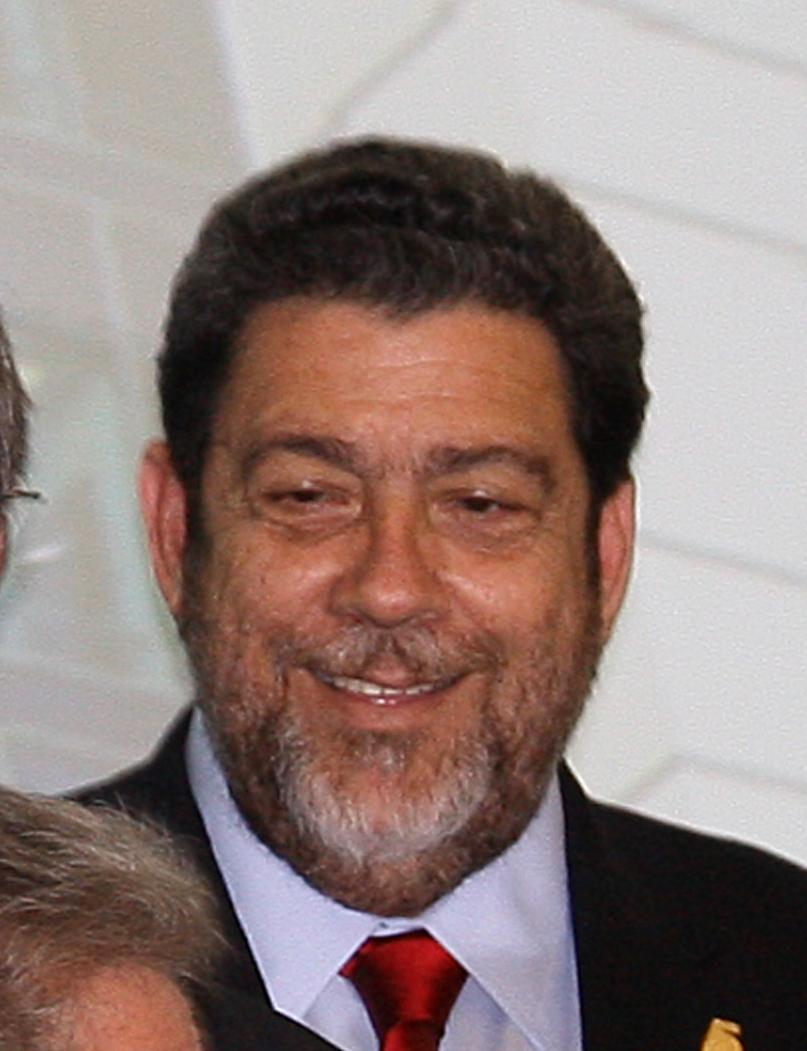
Ralph Gonsalves, Premier ministre d'Élisabeth II, mène campagne pour l'abolition de la monarchie (2009).

Le référendum de 2009 est l'aboutissement d'un processus long de près de sept ans initié au lendemain d'une alternance politique ayant mis fin au gouvernement de Fitz-Allen Mitchell.
Arrivé au pouvoir à la faveur des élections législatives de 2001, le gouvernement du Parti travailliste uni (ULP) du Premier ministre Ralph Gonsalves entreprend de mettre en œuvre sa promesse de réforme constitutionnelle. L'impulsion est alors bipartisane, l'ULP comme le NDP ayant fait figurer cette promesse dans leur programme électoral, et le projet bénéficie de la pleine coopération de l'opposition. Une résolution appelant à la révision de la Constitution est adoptée à l'unanimité le 8 octobre 2002 à l'Assemblée, ce qui conduit à la mise en place le 10 février de l'année suivante d'une commission chargée de procéder à des consultations préalables de la population pour une durée de deux ans.
Le rapport préliminaire de la commission est présenté à l'Assemblée en février 2005. Le processus est temporairement mis en pause pour consultation des parlementaires à l’approche des élections législatives de 2005, à nouveau remportées par l'ULP, puis finalisé par un rapport final publié en septembre 2006. Le projet prend alors réellement forme avec le vote le 7 juin 2007 d'une nouvelle motion — également votée à l'unanimité — établissant un comité chargé de rédiger le projet de révision de la Constitution, et ce dernier est présenté le 28 mai 2009 à l'Assemblée,.
La Constitution de 1979 prévoit alors la possibilité d'une révision de son contenu en deux étapes, le vote favorable des deux tiers du total des parlementaires devant être suivi de celui des deux tiers des suffrages exprimés au cours d'un référendum national. Le 3 septembre 2009, cette première étape est franchie avec le vote du projet par 12 voix pour, 2 contre et 1 abstention. Treize jours plus tard, les parlementaires s'accordent sur le vote d'une loi organisant la mise à référendum, aucun scrutin de ce type n'ayant encore été organisé dans le pays,.
Il s'agit également du premier référendum de ce genre organisé par un État membre de l'Organisation des États de la Caraïbe orientale (OECO).

## Contenu

### République
La Constitution proposée opère plusieurs changements institutionnels de grande importance, le plus important d'entre eux étant l'abolition de la monarchie au profit d'une république. Celle-ci conserve cependant la nature parlementaire du régime, le président étant élu par les membres de l'Assemblée et doté d'un rôle essentiellement honorifique. Le président peut ainsi mettre fin au mandat du Premier ministre, mais uniquement dans le cas où ce dernier n'a pas démissionné ou dissous l'Assemblée nationale dans les trois jours suivant le vote d'une motion de censure à son encontre,.
Le président comme le Premier ministre bénéficie d'une immunité pénale.

### Pouvoir législatif
L'Assemblée — renommée Assemblée nationale — demeure unicamérale, mais se voit dotée d'un système électoral mixte. En lieu et place du système purement majoritaire en vigueur au sein duquel les quinze députés sont élus au scrutin uninominal majoritaire à un tour, l'Assemblée nationale se compose de vingt-sept membres dont dix-sept « représentants » élus selon le même système et dix « sénateurs » élus au scrutin proportionnel plurinominal,. 
Un quota de femmes est également introduit, tout parti participant aux élections devant présenter un minimum de 30 % de femmes parmi ses vingt-sept candidats. Ces derniers peuvent être détenteurs d'une double nationalité. La participation aux élections des citoyens du Commonwealth est cependant réduite. Là où tous pouvaient auparavant participer après un an de résidence dans le pays, la nouvelle Constitution restreint ce droits aux citoyens des États membres de l'Organisation des États de la Caraïbe orientale (OECO) et de la Communauté caribéenne (CARICOM).
L'Assemblée nationale ne peut plus être dissoute sur simple demande du Premier ministre. Son mandat est également fixé à cinq ans, là où il ne prenait fin qu'avec la tenue de nouvelles élections.
Le « chef de l'opposition » devient le « chef de la minorité ». Il dispose de pouvoirs élargis, incluant la présidence du Comité des comptes publics auquel il peut convoquer tout agent public, la possibilité de soumettre à l'ordre du jour de l'Assemblée tout sujet impliquant les comptes publics, et un droit de consultation sur les nominations des principaux postes de l'administration tels que les présidents des commissions parlementaires et électorales. Les décisions ainsi que la délimitation des circonscriptions organisées par la commission électorale ne sont pas sujettes à appel.

### Droits et pouvoir judiciaire
La Cour caribéenne de justice remplace le JCPC comme tribunal de dernière instance du pays,.
Un poste de Défenseur des droits et une commission des droits de l'homme sont créés, associés à une constitutionnalisation et un renforcement des protections individuelles.
En revanche, la Constitution limite explicitement le mariage aux seuls couples de sexes opposés. Les mariages arrangés en vue d'acquérir la citoyenneté sont explicitement interdits.
La peine de mort reste en vigueur.

### Gouvernance
La nouvelle Constitution vise également à favoriser la bonne gouvernance en créant une commission chargée de surveiller les comptes des membres du parlement et du gouvernement ainsi que d’enquêter sur d'éventuels faits de corruption. Les représentants et sénateurs doivent présenter un rapport de leurs activités aux citoyens de leur circonscription au moins tous les six mois et le partager avec le président de l'Assemblée nationale, qui peut « nommer et faire honte » à tout parlementaire en défaut de cette obligation. 
Une certaine décentralisation est aussi introduite avec la création d'un échelon de pouvoir municipal dans l'objectif d'assurer davantage de démocratie aux citoyens.
Le renforcement de l'intégration caribéenne à travers les traités, conventions et autres accords est inscrit comme un objectif de la Constitution.

### Révision
Les conditions de révision de la Constitution sont allégées, la mise à référendum restant obligatoire mais avec un quorum de suffrages exprimés abaissé à 60 % au lieu des deux tiers.

## Campagne

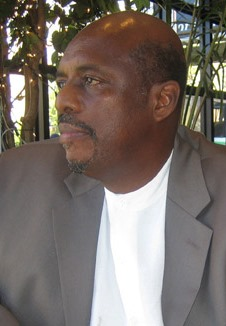
Le chef de l'opposition, Arnhim Eustace (2005).

Alors que le projet réunissait initialement gouvernement et opposition, la campagne référendaire voit rapidement ceux-ci s'opposer, Ralph Gonsalves et l'ULP faisant campagne en faveur du « oui » tandis que le Nouveau Parti démocratique (NDP) mené par Arnhim Eustace mène une dure campagne en faveur du « non », accusant le gouvernement de vouloir renforcer son contrôle sur les institutions nationales et affaiblir la démocratie. L'opposition reproche au gouvernement de n'avoir pas tenu compte de son avis sur plusieurs sujets fondamentaux tels que le Défenseur des droits et les commissions parlementaires et électorales. L'opposition reproche en outre à Gonsalves ses liens avec les gouvernements de Fidel Castro à Cuba et d'Hugo Chávez au Venezuela, et l'accuse de vouloir utiliser ce référendum pour installer un régime autoritaire, ce que Gonsalves dément,.
La campagne prend finalement la forme d'un référendum sur le gouvernement plutôt que sur le contenu de la Constitution proposée, les partisans de l'ULP annonçant vouloir voter « oui » pour le soutenir, tandis que les électeurs du « non » affirment leur volonté de voter à son encontre. 
Les médias accordent une importance particulière au débat sur les dépenses de campagne du gouvernement, qui investit 1,6 million de dollars dans la campagne pour le « oui », et l'impréparation du scrutin référendaire, qui amène à l'impression des bulletins quelques jours à peine avant le vote.

## Résultats
| Choix                     | Votes  | %     | Quorum |
| ------------------------- | ------ | ----- | ------ |
| Pour                      | 22 646 | 43,71 | 66,66  |
| Contre                    | 29 167 | 56,29 |        |
|                           |        |       |        |
| Votes valides             | 51 813 | 98,81 |        |
| Votes blancs et invalides | 449    | 1,19  |        |
| Total                     | 52 262 | 100   |        |
| Abstention                | 45 462 | 46,52 |        |
| Inscrits/Participation    | 97 724 | 53,48 |        |

| Votes Pour (43,71 %) |  |  | Votes Contre (56,29 %) |

| ▲      |
| Quorum |

## Analyse

Carte des résultats par paroisses et par circonscriptions.

La nouvelle Constitution, qui devait obtenir au moins deux tiers des suffrages exprimés pour être adoptée, est largement rejetée avec 56,81 % en faveur du « non », contre 43,19 % des votes pour le « oui ». La participation est relativement faible, avec un taux de participation de 53,48 %. Le scrutin a cependant lieu en pleine campagne de remplacement des cartes électorales, dont les nouvelles sont déjà en cours de distribution sans que les anciennes aient été annulées. Cet entremêlement des calendriers aboutit à un nombre d'inscrits disproportionné par rapport au nombre d'habitants, avec environ 98 000 personnes inscrites pour une population totale d'environ 106 000. Le taux de participation apparaîtrait par conséquent un peu plus faible qu'il ne l'aurait réellement été.
L'État vincentais conserve ainsi sa forme monarchique et Élisabeth II reste reine de Saint-Vincent-et-les-Grenadines. Il s'agit alors du cinquième échec d'un référendum visant à abolir la monarchie dans un royaume du Commonwealth, après l'échec des référendums de la Gambie en 1965, des Tuvalu en 1986, de l'Australie en 1999 et de nouveau des Tuvalu en 2008.

## Conséquences
La victoire du « non » constitue la première défaite politique du Parti travailliste uni depuis son arrivée au pouvoir, et est considérée comme un revers pour le gouvernement vincentais. Selon de nombreux commentateurs politiques, la campagne s'est polarisée entre le gouvernement et l'opposition, pour finir par s'éloigner totalement de la question constitutionnelle, de sorte que la défaite du « oui » ne saurait traduire un soutien réel de la population à la monarchie. Un an après ce référendum, lors des élections législatives de 2010, l'ULP  perd quatre de ses douze sièges à l'Assemblée au profit du NDP. Il conserve cependant la majorité absolue et se maintient au pouvoir.
Interrogé sur la tenue éventuelle d'un second référendum sur l'abolition de la monarchie à l’occasion d'une visite du prince Charles dans l'archipel en 2019, Ralph Gonsalves rejette une telle hypothèse sous son mandat, affirmant qu'avec la défaite du référendum, « la reine a de ce fait une légitimité politique dans le pays en plus d'une légitimité institutionnelle ». Un résultat qu'il affirme accepter, bien que n'étant pas monarchiste lui-même, après avoir précisé qu'« un autre pourrait faire [un second référendum], mais pas moi ».